# Musume Dōjōji
Kyōganoko Musume Dōjōji (京鹿子娘道成寺), communément appelé Musume Dōjōji (娘道成寺, littéralement « La jeune fille au temple Dojoji »), est un drame de danse kabuki. Il s'agit du plus ancien drame de danse Kabuki basé sur le Noh, qui raconte l'histoire d'une jeune fille qui danse devant une cloche du temple Dōjō-ji et se révèle ensuite être un démon-serpent. L'œuvre se distingue par sa séquence de danses au cours de laquelle l'interprète danse pendant près d'une heure en changeant neuf fois de costume. Elle peut être considérée comme la pièce la plus importante du répertoire de la danse kabuki, une pièce que les onnagatas sont tenus d'apprendre pour montrer leur maîtrise des danses classiques. Elle est classée parmi les hengemono (変化物, littéralement « pièces à changement rapide de costumes ») qui impliquent un changement rapide de costumes et de rôles. Les geishas et d'autres danseurs peuvent également apprendre à exécuter certaines parties de la danse comme des pièces de danse nihon-buyō en solo.

## Synopsis
Le drame commence au temple Dōjō-ji où les moines s'apprêtent à consacrer une nouvelle cloche pour remplacer l'ancienne détruite par le démon serpent. Une shirabyōshi nommée Hanako (白拍子花子) s'approche de la porte du temple et exprime son intérêt à adorer devant la nouvelle cloche. Les moines la refusent initialement, indiquant que les femmes ne sont pas autorisées à la cérémonie en raison de l'incident précédent avec le démon-serpent, mais ils finissent par céder à condition qu'elle exécute une danse sacrée pour eux lors de la cérémonie. Hanako danse d'abord solennellement dans un style Noh formel, avant d'effectuer des danses kabuki plus animées, changeant rapidement de costume en employant une technique de changement rapide appelée hikinuki (引き抜き, littéralement « retirer »). Elle continue ensuite avec un certain nombre de danses différentes, et les moines deviennent enchantés par sa danse. Sa danse devient plus agitée et les moines, alarmés, essaient mais échouent à l'arrêter. Finalement, elle grimpe sur la cloche et se révèle être un serpent qui avait précédemment détruit la cloche, où le drame se termine,.
Des variations de l'histoire se retrouvent dans d'autres versions de la pièce. Dans une version, la cloche se lève pour révéler qu'elle s'est transformée en serpent ou en dragon qui est ensuite exorcisé par un oshimodoshi (un répulsif de démons) et les prières des moines. Dans un autre, un groupe de combattants yoten s'arrangent pour former la queue du dragon à la fin,.

## Origine

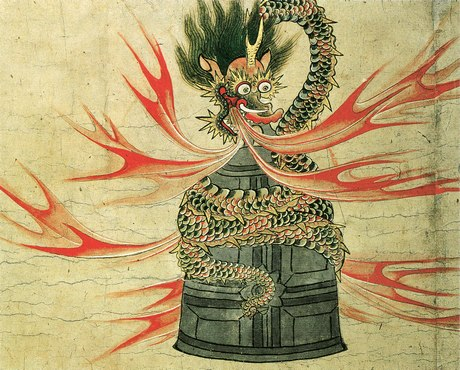
L'histoire de Musume Dōjōji fait référence à l'histoire d'une femme qui se transforme en démon-serpent et détruit une cloche de temple.

Musume Dōjōji tire son origine de la pièce de théâtre nô Dōjōji, qui raconte l'histoire d'une femme, plus tard nommée Kiyohime, qui se transforme en démon-serpent par rage en raison d'un amour non partagé pour un prêtre bouddhiste, puis détruit une cloche de temple à Dōjō-ji où il est caché par les moines du temple, tuant ainsi ce dernier. La pièce de nô relate un événement survenu quelques années plus tard, lors de l'installation d'une nouvelle cloche. Une jeune fille danse lors de la cérémonie d'inauguration de la nouvelle cloche, avant de se révéler être le démon-serpent qui avait précédemment détruit la cloche, et de sauter dans la cloche.

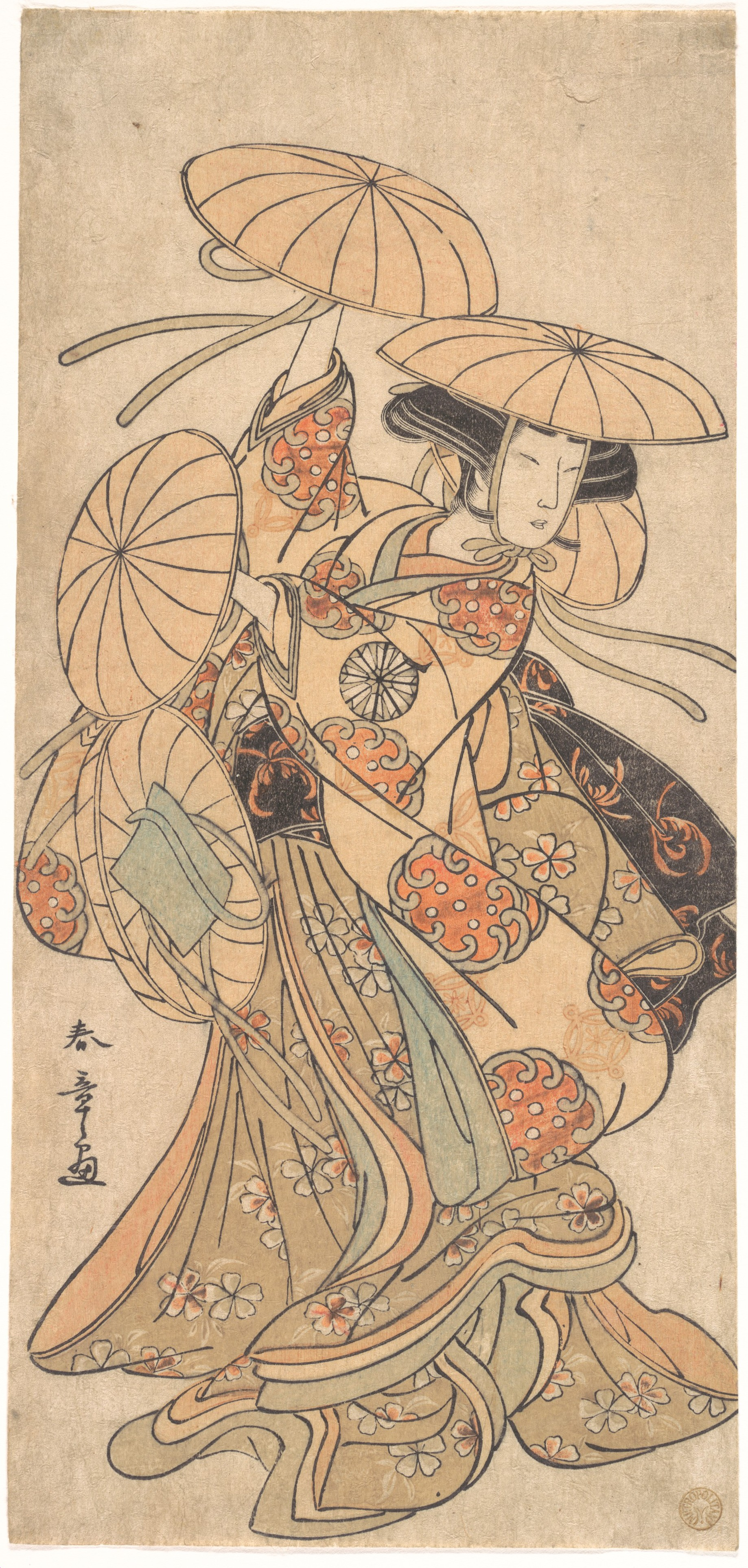
Nakamura Tomijūrō Ier exécutant l'une des danses trouvées dans Musume Dōjōji.

Une version kabuki de l'histoire pourrait avoir été jouée dès les années 1670, et elle a été jouée à Edo en 1701. En 1731, une variation de l'histoire a été jouée comme un shosagoto (drame de danse kabuki) au théâtre Nakamura par Segawa Kikunojo Ier (瀬川菊之丞) appelé Keisei Dōjōji (傾城道成寺, littéralement « Une courtisane à Dōjōji ») ou Muken no Kane Shin-Dōjōji (無間の鐘新道成寺). Cette version constitue le prototype d'œuvres ultérieures sur le même thème,. La version originale de Keisei Dōjōji est perdue, et la version qui survit aujourd'hui raconte l'histoire de Katsuragi, une shirabyōshi (courtisane spécialisée dans le chant et la danse), qui se rend au temple pour prier la cloche dans l'espoir que ses prières la débarrasseront du fardeau de ses péchés.
En 1752, une nouvelle version du drame de danse kabuki est introduite par Nakamura Tomijūrō Ier (中村富十郎) à Kyoto dans le but de surpasser la version de Segawa Kikunojo Ier. Il présente ensuite cette version au théâtre Nakamura d'Edo l'année suivante. Cette version, communément appelée Musume Dōjōji, s'est avérée plus populaire et est devenue depuis la version définitive de la pièce,. Le texte de cette version a été écrit par Fujimoto Tobun, avec une musique de Kineya Yajirō et Kineya Yasaburō, et une chorégraphie d'Ichikawa Dangorō.

## Scènes et danses

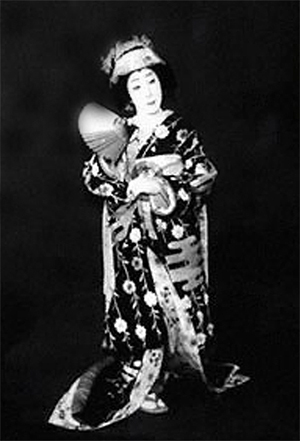
Nakamura Utaemon VIe en costume porté pour l'entrée d'Hanako dans Musume Dōjōji, 1951.

La scène d'ouverture montre une grande cloche suspendue au-dessus de la scène, et la pièce commence avec un groupe de moines entrant sur scène.
- Hanako apparaît sur la scène hanamichi et exécute une gracieuse posture de danse michiyuki signifiant une jeune femme amoureuse. Au cours de la danse, elle s'assoit pour se regarder dans un miroir et ajuste ses cheveux, puis elle croque un kaishi en papier représentant un mouchoir et le jette au public comme il est de coutume. Elle atteint la porte du temple et demande aux moines de pouvoir prier devant la cloche[9],[10]. Après avoir accordé sa permission, les moines lui ont remis un grand chapeau tateboshi en or. Elle a quitté la scène avec le chapeau et cela est suivi d'une scène humoristique avec un groupe de moines.

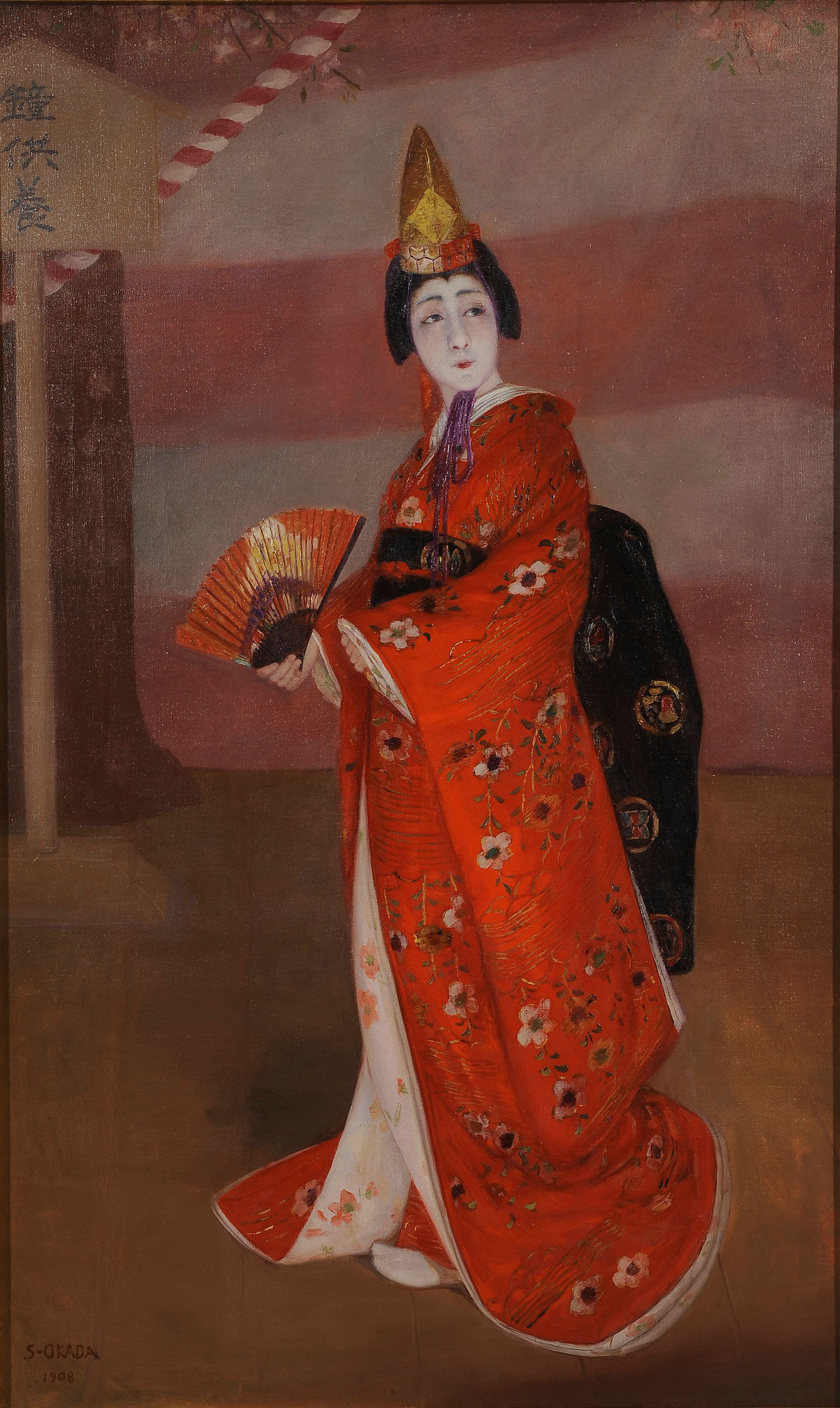
Nakamura Utaemon Ve en costume pour la danse shirabyōshi de style nô.

- Hanako apparaît dans un costume rouge portant le grand chapeau d'or du temple, avec une rangée de musiciens nagauta assis sur une plate-forme derrière. Elle regarde la cloche et exécute une danse shirabyōshi avec un plus grand éventail formel dans un style noh solennel[11].
- Au milieu de la danse, elle enlève son chapeau, qu'elle peut lancer pour l'accrocher à la corde de la cloche. Elle se met à danser dans un pur style kabuki, au milieu duquel elle exécute un hikinuki pour dévoiler un nouveau costume aux couleurs pâles. Elle exécute ensuite une danse qui représente le rebond d'une balle à genoux pour exprimer la vive innocence d'une jeune fille. Ceci est suivi d'une danse rapide qui évoque les quartiers de plaisir, et elle alterne la danse avec l'action de la balle rebondissante avant de quitter la scène[11].
- Hanako réapparaît avec le haut de son kimono baissé pour révéler un autre costume, portant un grand chapeau circulaire. Une de chaque main, elle tient un furidashigasha, qui est une réplique légèrement plus petite du chapeau circulaire qu'elle porte, mais chaque furidashigasha s'avère être trois chapeaux liés qu'elle lance en dansant un kasa odori [9],[12].

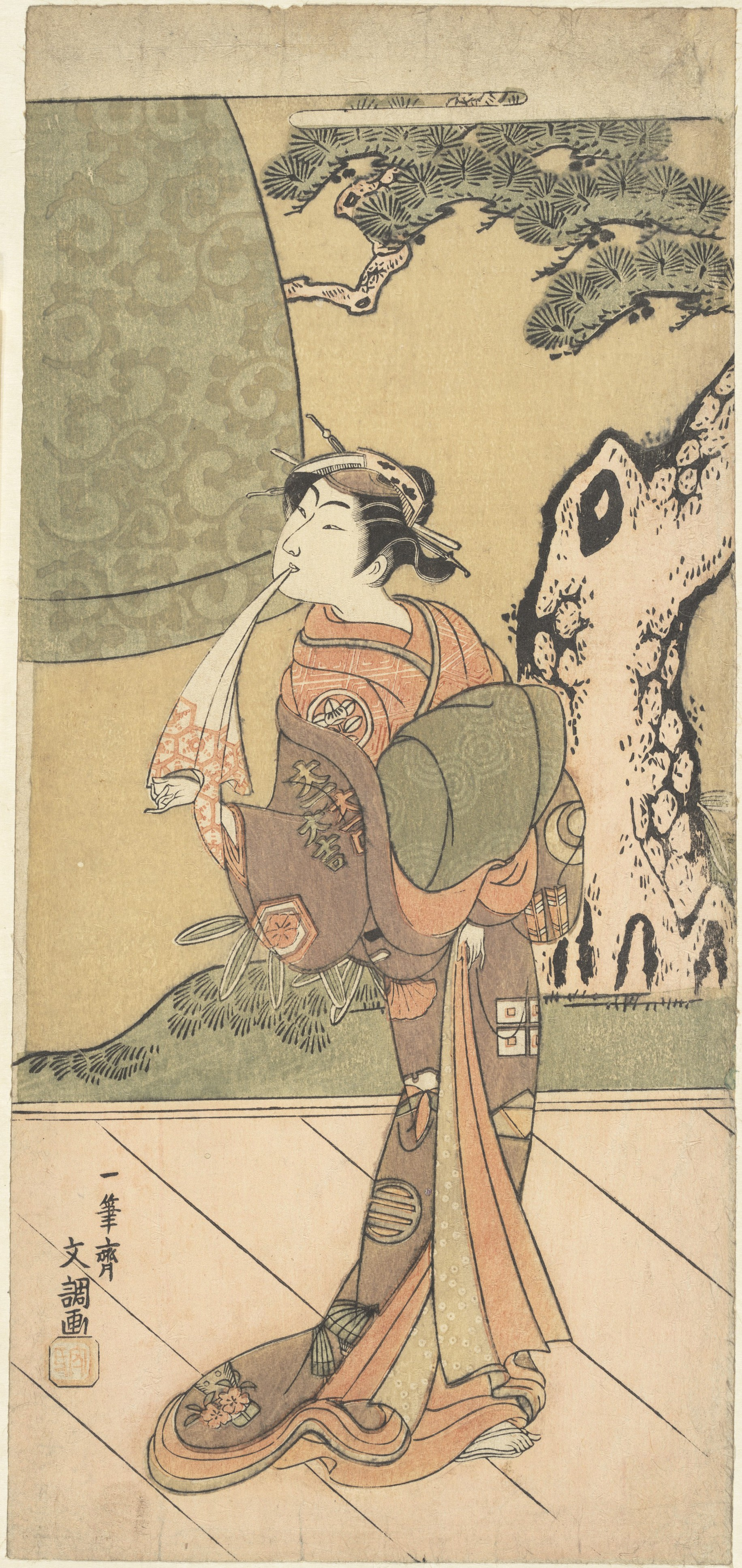
Ichimura Uzaemon XIe dans une scène de Musume Dōjōji.

- Hanako se retire de la scène, suivie d'une danse exécutée par les moines avec des parasols et d'un intermède musical. Elle réapparaît avec un nouveau costume tenant un tissu tenugui. Elle commence par une danse lente furi lamentation tenant le tenugui[13].
- Elle s'est changée en un autre costume, avec un tambour kakko attaché à sa poitrine et des baguettes de tambour sur ses mains. Elle exécute une danse tout en battant du tambour.
- Elle exécute un autre hikinuki pour révéler un nouveau costume avec des tambourins suzudaiko dans chaque main. Elle bat rythmiquement les tambourins ensemble et sur le sol, qui devient plus agité. Les moines, alarmés, se précipitent sur la scène. La cloche descend pendant qu'elle danse[9].
- Elle passe derrière la cloche pour se changer dans un nouveau costume, les cheveux pendant en deux mèches de chaque côté du visage. Elle monte sur la cloche et son kimono se détache pour révéler un costume qui représente le serpent[9].

## Versions
Il existe de nombreuses pièces différentes basées sur le thème de Musume Dōjōji. Ces œuvres sont désignées collectivement sous le nom de Dōjōjimono (pièces du temple Dōjōji) ; les exemples incluent Ninin Dōjōji (二人道成寺) avec deux jeunes filles dansantes, Gonin Dōjōji avec cinq jeunes filles, Yakko Dōjōji (奴道成寺) avec le rôle principal interprété par un tachiyaku masculin, et Meoto Dōjōji (男女道成寺) avec un onnagata et un spectacle de tachiyaku,. Il existe même une version chrétienne Kirishitan Dōjōji où l'action se déroule dans une église. En plus de l'original Noh et des divers drames de danse kabuki, d'autres versions existent également dans le théâtre bunraku. Des personnages d'autres traditions et milieux tels que Benkei, le moine Mongaku et les frères Soga peuvent également être ajoutés à la pièce.